# Manuel Mariscal
Manuel Mariscal Zabala (23 de janeiro de 1991) é um jornalista e político espanhol. É deputado pelo grupo parlamentar do Vox no Congresso dos Deputados do Reino de Espanha. No partido desempenha a função vice-secretário de comunicação, sendo responsável por desenhar as estratégias de comunicação do partido e gerenciar seus canais de divulgação.

## Biografia
Estudou jornalismo seguido de um mestrado em comunicação na Universidade Complutense de Madrid. Depois de se formar, ingressou no jornal ABC como repórter estagiário. Antigo membro do Partido Popular, trabalhou como assistente de campanha e coordenador da mídia social para a presidente da câmara de Madrid Esperanza Aguirre.
Ingressou no Vox e candidatou-se às eleições gerais espanholas em maio de 2019, nas quais foi eleito para o Congresso dos Deputados pelo distrito de Toledo. Tendo sido também reeleito nas eleições de novembro de 2019.